# Typ widmowy Y

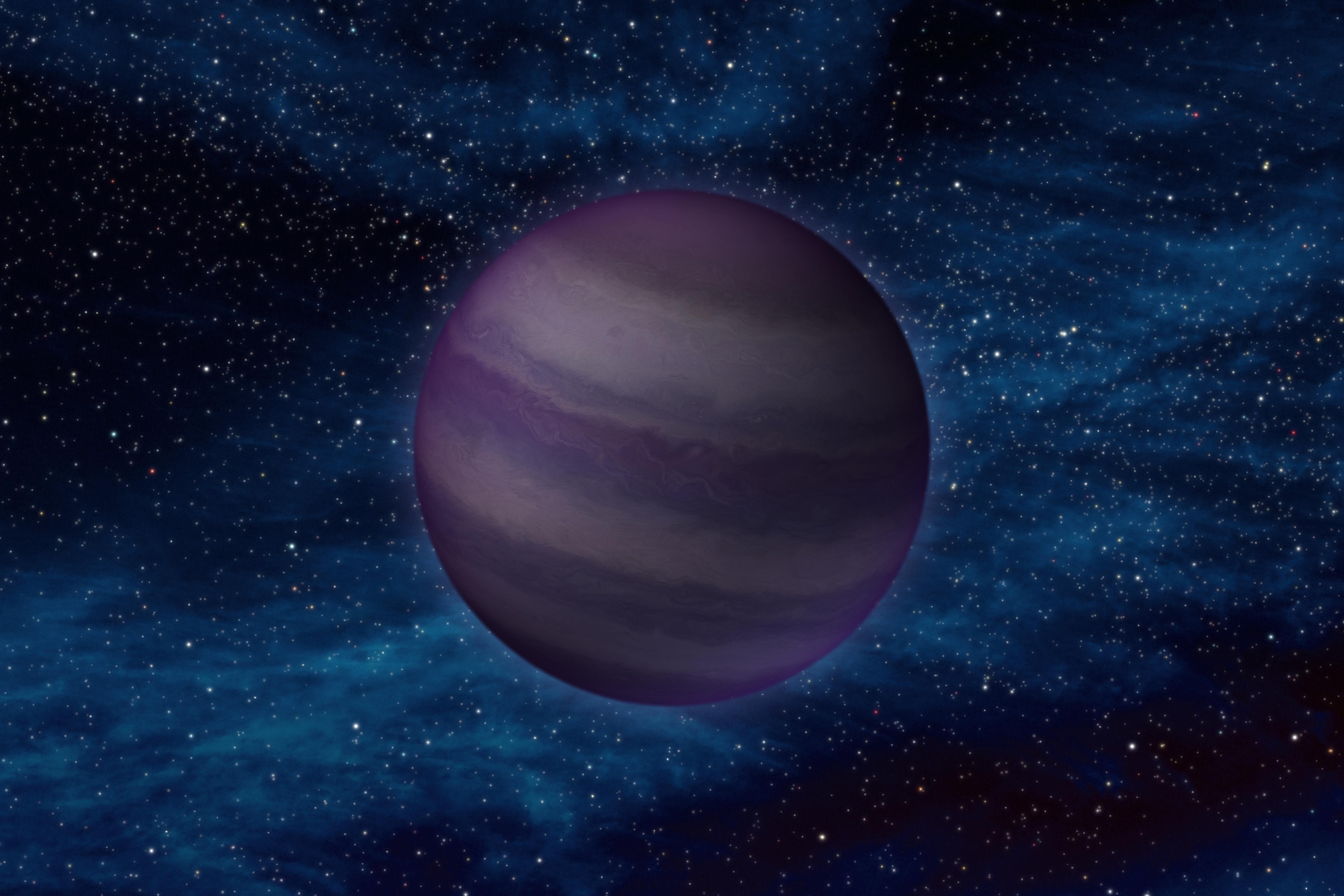
Wizja artystyczna brązowego karła WISE 1828+2650, typu widmowego Y

Typ widmowy Y – typ widmowy obejmujący zimne brązowe karły o temperaturze powierzchni poniżej 500 K.
Do najzimniejszych znanych obiektów tego typu należy WISE 1828+2650 (>Y2), temperatura jego powierzchni to zaledwie 298 K (ok. 25 °C). Odkryty w 2014 roku WISE 0855-0714 jest jeszcze chłodniejszy, jego temperatura jest oceniana na od -48 do -13 °C.